# Extreme Rules 2015
Extreme Rules 2015 è stata la settima edizione dell'omonimo evento in pay-per-view prodotto annualmente dalla WWE. L'evento si è svolto il 26 aprile 2015 all'Allstate Arena di Rosemont (Illinois).

## Storyline
Il 29 marzo, a WrestleMania 31, John Cena ha sconfitto Rusev per vincere lo United States Championship, infliggendo a Rusev la sua prima sconfitta. Nella puntata di Raw del 30 marzo Cena ha annunciato un open challenge settimanale, in cui è permesso a tutto il roster di sfidarlo per il titolo. Nella puntata di SmackDown del 2 aprile, Rusev ha invocato la sua clausola di rivincita per affrontare Cena per il titolo a Extreme Rules. Il 13 aprile, a Raw, dopo che Cena ha mantenuto il titolo contro Bad News Barrett, Rusev ha attaccato Cena con una catena. Lana ha poi annunciato che il match di Extreme Rules tra Cena e Rusev sarebbe stato un Russian Chain match.
A WrestleMania 31, Daniel Bryan ha vinto il Ladder match per l'Intercontinental Championship Il 30 marzo, a Raw, l'ex campione Bad News Barrett ha attaccato Bryan dopo che quest'ultimo aveva difeso il titolo contro Dolph Ziggler. Il 2 aprile, a SmackDown, Barrett ha attaccato Bryan durante il match di quest'ultimo contro Sheamus, facendo così vincere Sheamus per count-out. Il 6 aprile, a Raw, Barrett ha invocato la sua clausola di rivincita in un segmento registrato per la WWE App per affrontare Bryan a Extreme Rules. Il 26 aprile, sul sito ufficiale della WWE, viene annunciato che Daniel Bryan non avrebbe lottato contro Bad News Barrett a causa di un infortunio, annunciando inoltre che l'avversario di Barrett sarebbe stato Neville nel Kick-off di Extreme Rules.
A WrestleMania 31, Randy Orton ha sconfitto Seth Rollins. Più tardi nella stessa sera, Rollins ha incassato il suo contratto da Money in the Bank durante il match per il WWE World Heavyweight Championship tra Brock Lesnar e Roman Reigns, schienando Reigns per vincere il titolo. Il 6 aprile, a Raw, Orton ha sconfitto Ryback e Reigns in un triple threat match ottenendo il diritto di sfidare Rollins per il titolo a Extreme Rules. Il 13 aprile, a Raw, Orton ha sconfitto Cesaro e Tyson Kidd in un Handicap match guadagnando l'opportunità di scegliere la stipulazione del match, mentre Rollins ha sconfitto Kane guadagnando anche lui il diritto di scegliere la stipulazione del match. Rollins ha scelto di bandire la RKO di Orton, mentre lo stesso Orton ha annunciato che il match sarà uno Steel Cage match. Il 20 aprile, Triple H ha annunciato che Kane sarà il guardiano della gabbia del match.
Nella puntata di Raw del 30 marzo Sheamus ha fatto il suo ritorno dopo un lungo infortunio, attaccando ripetutamente Dolph Ziggler. In seguito ai continui attacchi nei confronti di Ziggler, nella puntata di SmackDown del 16 aprile, Sheamus ha annunciato che lui e Ziggler si sarebbero affrontati in un Kiss My Arse match a Extreme Rules.
Nella puntata di SmackDown del 2 aprile, il match tra Dean Ambrose e Luke Harper è terminato in no-contest. Nella puntata di Raw del 13 aprile Ambrose ha attaccato Harper dopo che quest'ultimo era stato sconfitto da Ryback per squalifica. Nella puntata di Raw del 20 aprile, il match tra Ambrose e Harper è terminato nuovamente in no-contest. In seguito è stato annunciato che Ambrose e Harper si sarebbero affrontati in un Chicago Street Fight a Extreme Rules.
Nel corso delle diverse puntate di Raw del mese di aprile Big Show ha ripetutamente attaccato Roman Reigns, arrivandolo anche a colpire con una Chokeslam attraverso il tettuccio di un taxi. In seguito è stato annunciato un Last Man Standing match tra Big Show e Reigns per Extreme Rules.
Nella puntata di Raw del 13 aprile Paige ha vinto una Battle Royal dopo aver eliminato per ultima Naomi, ottenendo così la nomina di contendente n°1 al Divas Championship di Nikki Bella per Extreme Rules; al termine del match, tuttavia, Naomi ha effettuato un turn heel attaccando Paige, infortunandola (kayfabe). Dato l'infortunio di Paige, è stato annunciato che proprio Naomi sfiderà Nikki per il titolo a Extreme Rules.
Il 29 marzo, nel Kick-off di WrestleMania 31, Cesaro e Tyson Kidd hanno difeso con successo il WWE Tag Team Championship in un Fatal 4-Way Tag Team match che includeva anche il New Day (Big E e Kofi Kingston), i Los Matadores (Diego e Fernando) e gli Usos (Jey Uso e Jimmy Uso). Nella puntata di Raw del 20 aprile il New Day ha sconfitto i Lucha Dragons (Kalisto e Sin Cara), ottenendo così un match per il WWE Tag Team Championship contro Kidd e Cesaro per Extreme Rules.

## Risultati
| #       | Incontri                                                      | Stipulazioni                                               | Tempi |
| ------- | ------------------------------------------------------------- | ---------------------------------------------------------- | ----- |
| Kickoff | Neville ha sconfitto Bad News Barrett                         | Single match                                               | 10:36 |
| 1       | Dean Ambrose ha sconfitto Luke Harper                         | Street fight match                                         | 56:10 |
| 2       | Dolph Ziggler ha sconfitto Sheamus                            | Kiss my ass match                                          | 09:16 |
| 3       | Il New Day ha sconfitto Cesaro e Tyson Kidd (c) (con Natalya) | Tag team match per il WWE Tag Team Championship            | 09:47 |
| 4       | John Cena (c) ha sconfitto Rusev (con Lana)                   | Chain match per il WWE United States Championship          | 13:35 |
| 5       | Nikki Bella (c) (con Brie Bella) ha sconfitto Naomi           | Single match per il WWE Divas Championship                 | 07:18 |
| 6       | Roman Reigns ha sconfitto Big Show                            | Last man standing match                                    | 19:46 |
| 7       | Seth Rollins (c) ha sconfitto Randy Orton                     | Steel cage match per il WWE World Heavyweight Championship | 21:02 |